# Espenhain
Espenhain – dzielnica miasta Rötha w Niemczech, położona na terenie kraju związkowego Saksonia, w powiecie Lipsk. Do 31 lipca 2015 samodzielna gmina, wchodząca w skład wspólnoty administracyjnej Rötha. Do 29 lutego 2012 należała do okręgu administracyjnego Lipsk.

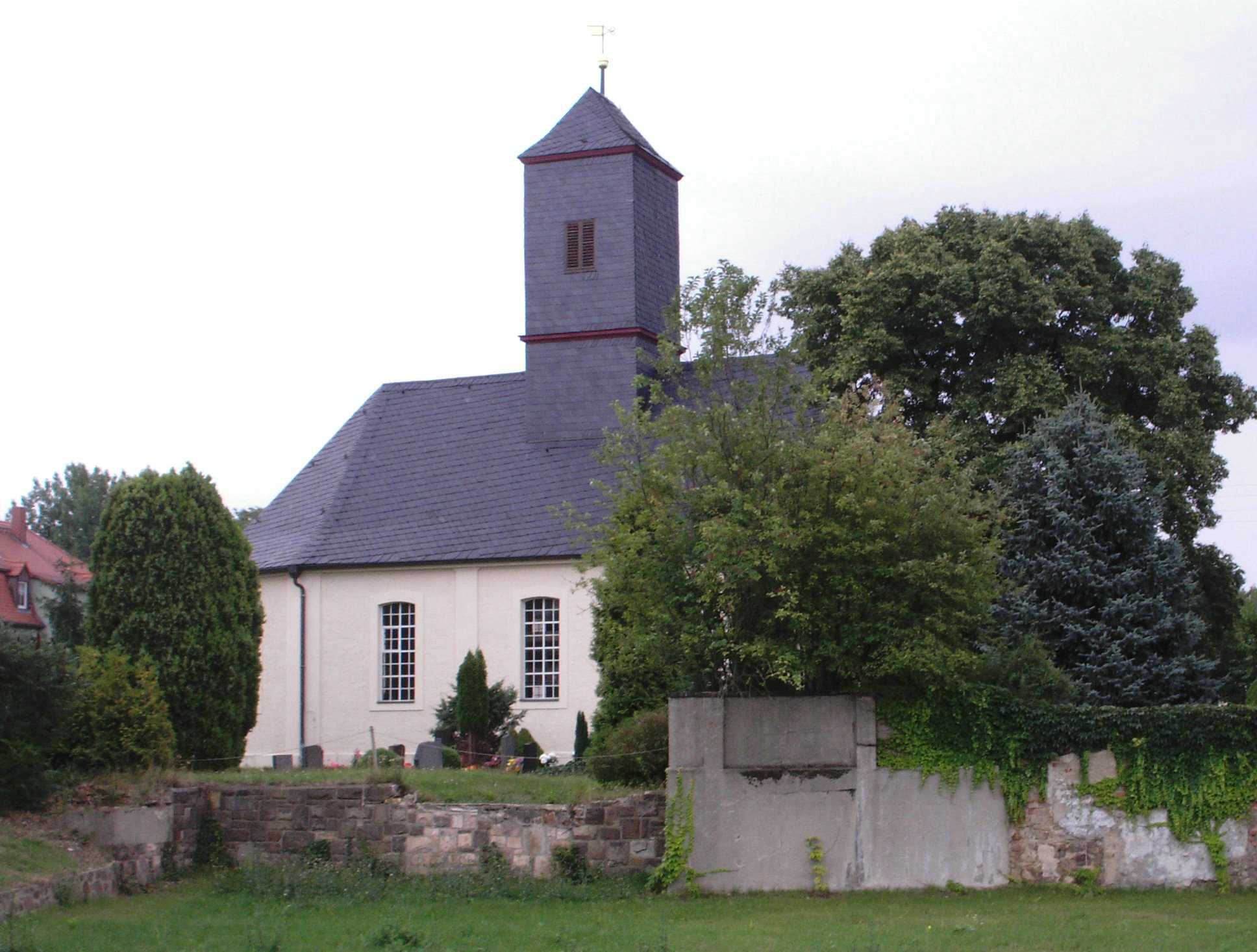
Kościół w Espenhain

## Współpraca
Miejscowość partnerska:
- Wolfschlugen, Badenia-Wirtembergia